# Polet Airlines
CJSC « Polet Airlines » (russe : ЗАО « Авиакомпания „Полёт“ », « ZAO Aviakompániya “Palyót” ») était une compagnie aérienne russe basée à Voronej. Elle opérait un service charter international de passagers et de marchandises depuis Voronej, ainsi qu’un service régional de passagers et cargo depuis Sokol. Ce fut l’une des trois compagnies civiles à exploiter l’Antonov An-124, le plus gros avion-cargo au monde produit en série. La location de ces avions étant relativement chère, elle a dû abandonner leur exploitation et seules les compagnies Volga-Dnepr Airlines et Antonov Airlines continuent de les utiliser. Polet est le mot russe pour voler.

## Histoire
La compagnie est créée en 1988. En 2002, Polet commence à s’intéresser aux marchés de l’agriculture, de l’évacuation aéro-médicale et à la photographie aérienne. La société est entièrement détenue par Anatoly S Karpov (chef exécutif et directeur général) et détient 19,5 % de Voronejavia.
Polet est poursuivie par Alexander Lebedev qui lui réclame huit millions de dollars en loyer impayé sur un An-124,,,.
Le 24 novembre 2014, Polet suspend ses vols passagers et cargos, il s’ensuit un placement en administration judiciaire de la compagnie par un tribunal moscovite le 28 novembre,. Rosaviatsia, l’agence de transport aérien russe, annule le certificat de transporteur aérien de Polet en avril 2015.

## Flotte

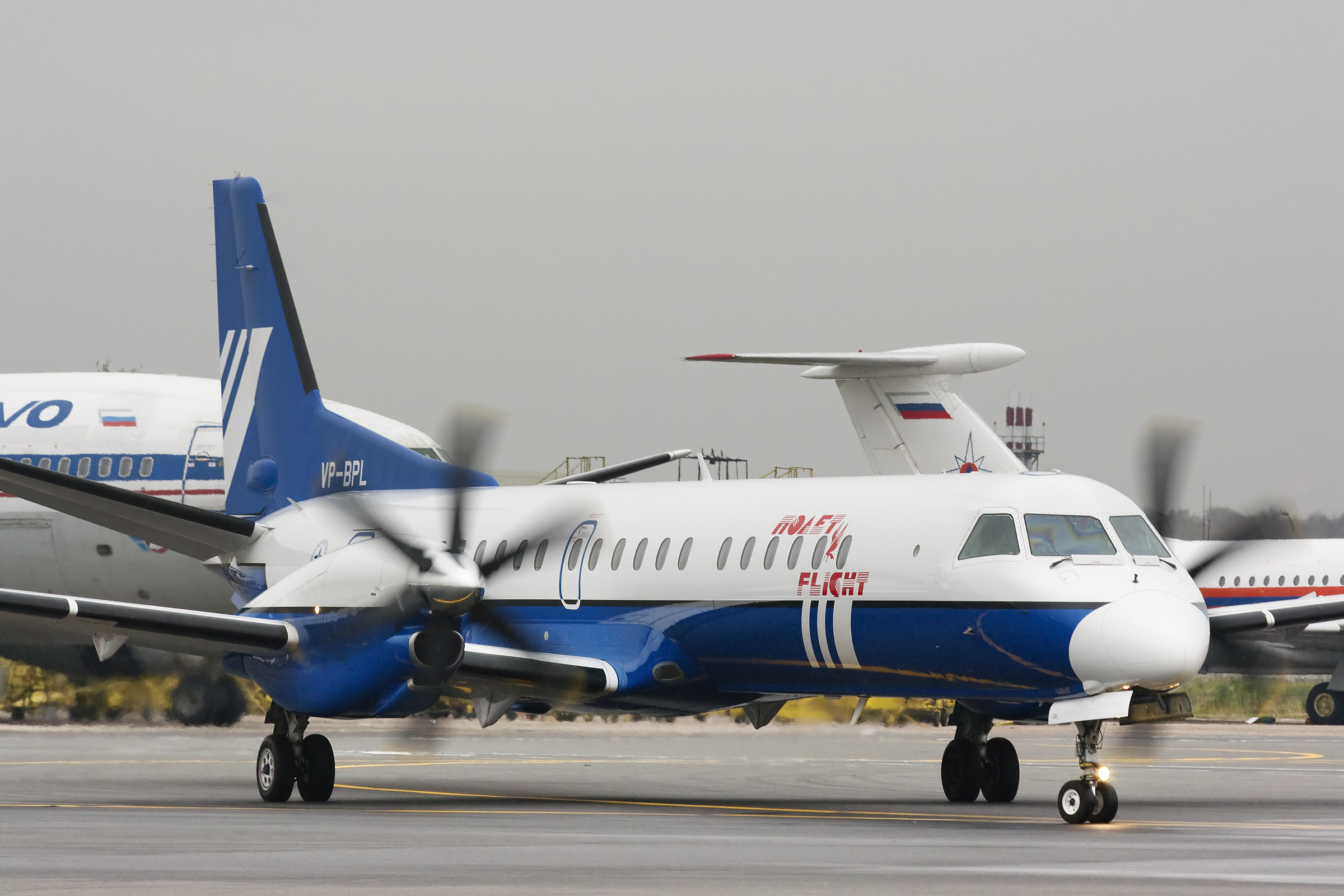
Un Saab 2000 de Polet Airlines à l'aéroport de Moscou-Domodedovo

Polet Airlines possède la flotte suivante (en décembre 2013),,, :
Flotte passager
| Antonov An-148  | 2  | 8  | TBA         | TBA         | TBA         |      |  |  |  |  |
| Saab 340B       | 5  | 20 | 0           | 34          | 34          | 19.6 |  |  |  |  |
| Saab 2000       | 5  | 2  | 8           | 42          | 50          | 12.7 |  |  |  |  |
| BAE-125-800     | 5  | —  | 8           | 0           | 8           | ?    |  |  |  |  |
| Tupolev Tu-134A | 1  | —  | undisclosed | undisclosed | undisclosed | 31   |  |  |  |  |
| Total           | 18 | 24 |             |             |             |      |  |  |  |  |

Flotte cargo
| Antonov An-30A     | 2  | — | N/A   | 35.7 | Cartographie aérienne et entreposé |  |  |  |  |  |
| Antonov An-124-100 | 4  | 5 | 122   | 16   | Entreposé |  |  |  |  |  |
| Ilyushin Il-76TD   | 1  | — | 45–47 | —    | Entreposé |  |  |  |  |  |
| Ilyushin Il-96T    | 3  | 3 | 92    | 1.9  | Entreposé, repris par l'armée de l’air russe. Le RA-96102 est converti IL96-400T VPU, un poste de commandement aérien, de l’Escadron Aérien Spécial du Service fédéral de sécurité de la fédération de Russie. |  |  |  |  |  |
| Total              | 10 | 8 |       |      | |  |  |  |  |  |